# Michiel de Ruyter (Hörfunkmoderator)

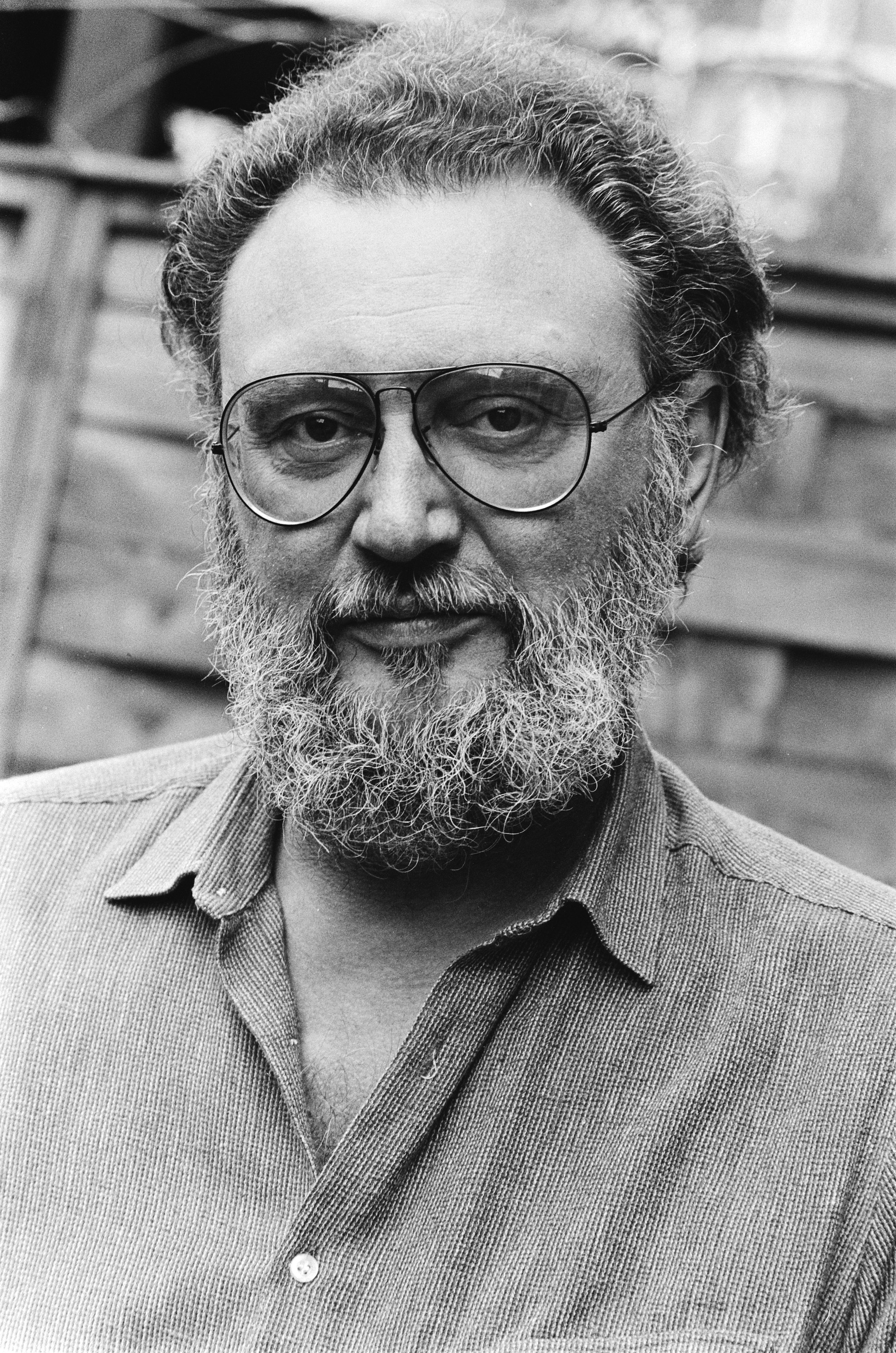
Michiel de Ruyter 1982

Michiel de Ruyter (* 3. August 1926 in Haarlem; † 15. Oktober 1994) war ein niederländischer Jazz-Musiker, Radiomoderator und Musikproduzent.

## Leben und Wirken
De Ruyter war in seinen frühen Jahren von 1945 bis 1952 als Amateur-Jazzmusiker und Komponist aktiv. Er spielte Klarinette, Alt- und Sopransaxophon in den Formationen De Mokum Washboard Stompers 1946, im Quartett The Blues Players und 1947 im Sextett Rhythm Dynamiks. 1948/49 gehörte er dem Orchestra of the Amsterdam Jazz Society und The Mokum Jazzmen an, außerdem den Chiel de Ruyter’s Jazzmen. Mit den Mokum Washboard Stompers nahm er für das Label AJS (Amsterdamse Jazz Sociëteit) auf, dessen Sekretär Ruyter war. Im März 1952 begann er als Radiomoderator beim Radiosender Algemene Vereniging Radio Omroep zu arbeiten, ab 1958 beim Sender VARA, wo er ein wöchentliches Plattenprogramm hatte, das bis 1972 bestand. Als Moderator interviewte er Musiker wie Stan Kenton und John Coltrane. Danach arbeitete er für das Jazzprogramm des Senders NOS, das er bis drei Monate vor seinem Tod 1994 betreute.
Daneben produzierte er Aufnahmesessions des Tony Vos Quartet, der Wessel Ilcken Combo, des Rob Madna Trio und des Stido Alstrøm Trios (1955), in der Reihe Jazz Behind the Dikes u. a. von Frans Elsen, Piet Noordijk, Toon van Vliet und Ruud Brink (1956/57), ferner von Big Bill Broonzy, Eric Dolphy (Last Date) mit dem Misha-Mengelberg-Trio (1964), Albert Ayler, Boy Edgar, Misha Mengelberg (1966) und der Bigband Contraband. Für den Sender NOS stellte Michiel de Ruyter ab Oktober 1979 die Sendereihe Geschiedenis van de Jazz (Geschichte des Jazz) zusammen, die nach 695 Folgen mit De Ruyters Tod endete.

## Plattenproduktionen (Auswahl)
- Albert Ayler Quartet – The Hilversum Session (1964)
- The Dutch Scene (1969) mit Herman Schoonderwalt, Piet Noordijk, Theo Loevendie, Gijs Hendriks, Joop Mastenbroek, Maarten Altena, Rob Langereis, Ruud Jacobs, Wim Essed, Willem Breuker, Boy Edgar, Rogier van Otterloo, Evert Overweg, Han Bennink, John Engels, Chris Hinze, Joop Scholten, Cees Slinger, Frans Elsen, Misha Mengelberg, Pim Jacobs, Rob Agerbeek, Rob Madna, Herman Schoonderwalt, Hans Dulfer, Harry Verbeke, Toon van Vliet, Cees Smal, Willem van Manen, Ado Broodboom, Benny Bailey, Nedley Elstak, Carl Schulze, Henny Vonk, Rita Reys, Sophie van Lier
- The Dutch Scene Revisited (1977) mit Theo Loevendie Consort, Dutch Swing College Band, Rob Madna, Herbie White Combo, Loek Dikker/Pierre Courbois, Rein de Graaff/Dick Vennik, Misha Mengelberg/Han Bennink, Ronald Snijders, Rob Agerbeek, Jasper van’t Hof, Leo Cuypers, Nico Bunink, Willem Breuker
- Contraband – Live at the Bimhuis (1988)